# Женска одбојкашка репрезентација Русије
Женска одбојкашка репрезентација Русије се према важећој ранг листи ФИВБ налази на седмом месту. Репрезентација се под овим именом такмичи од 1993. године. Раније до краја 1991. је била репрезентација Совјетског Савеза, а 1992. као репрезентација ЗНД. 

## Успеси

### Олимпијске игре
ЗНД
- Барселона 1992 —  сребро

Русија
- Атланта 1996. — 4 место
- Сиднеј 2000. —  сребро
- Атина 2004. —  сребро
- Пекинг 2008. — 5. место
- Лондон 2012. — 5. место
- Рио де Жанеиро 2016. — 5. место

РОК
- Токио 2020. — 7. место

### Светска првенства
- 1994. —  бронза
- 1998. —  бронза
- 2002. —  бронза
- 2006. —  злато
- 2010. —  злато
- 2014. — 5. место
- 2018. — 8. место

### Светски куп
- 1999. —  сребро
- 2015. — 4. место

### Светски Гран при
- 1993 —  бронза
- 1994 — 7. место
- 1995 — 6. место
- 1996 —  бронза
- 1997 —  злато
- 1998 —  сребро
- 1997 —  злато
- 2000 —  сребро
- 2001 —  бронза
- 2002 —  злато
- 2003 —  сребро
- 2004 — 7. место
- 2006 —  сребро
- 2007 — 4. место
- 2009 —  сребро
- 2011 — 4. место
- 2013 — 7. место
- 2014 —  бронза
- 2015 —  сребро
- 2016 — 4. место
- 2017 — 9. место

### Европска првенства
- 1993. —  злато
- 1995. —  бронза
- 1997. —  злато
- 1999. —  злато
- 2001. —  злато
- 2003. — 5. место
- 2005. —  бронза
- 2007. —  бронза
- 2009. — 6. место
- 2011. — 6. место
- 2013. —  злато
- 2015. —  злато
- 2017. — 6. место
- 2019. — 7. место
- 2021. — 7. место

## Тренутни састав
Састав на Светском првенству 2018.

- Селектор: Вадим Панков

| Број | Име                    | Датум рођења  | Висина | Клуб                |
| ---- | ---------------------- | ------------- | ------ | ------------------- |
| 2    | Дарија Талишева        | 16. 10. 1991. | 182 cm   | Динамо Москва       |
| 3    | Јекатерина Јефимова    | 3. 7. 1993.   | 192 cm   | Јенисеј Краснојарск |
| 6    | Ирина Зариашко         | 4. 10. 1991.  | 196 cm   | Динамо Казањ        |
| 7    | Татјана Романова       | 9. 9. 1994.   | 178    | Уралочка            |
| 8    | Наталија Гончарова     | 1. 6. 1989.   | 194 cm   | Динамо Москва       |
| 9    | Ала Галкина            | 15. 4. 1992.  | 178    | Протон              |
| 11   | Јекатерина Љубушкина   | 2. 1. 1990.   | 188 cm   | Динамо Москва       |
| 13   | Јевгенија Старцева (к) | 12. 2. 1989.  | 185    | Динамо Казањ        |
| 14   | Ирина Фетисова         | 7. 9. 1994.   | 190    | Динамо Москва       |
| 16   | Ирина Воронкова        | 20. 10. 1995. | 190    | Динамо Казањ        |
| 18   | Ксенија Парубец        | 31. 10. 1994. | 183 cm   | Лењинградка         |
| 19   | Олга Бирјукова         | 19. 9. 1994.  | 193 cm   | Бешикташ            |
| 20   | Дарија Малигина        | 4. 4. 1994.   | 202 cm   | Динамо Казањ        |
| 21   | Ана Котикова           | 13. 10. 1999. | 185    | Динамо Казањ        |